# Баллоервелд
Баллоервелд (нід. Balloërveld) — селище в нідерландській провінції Дренте. Входить до муніципалітету А-ен-Гюнзе. Його населення станом на 2023 рік складало 14 осіб.